# Musculus extensor digitorum longus
De musculus extensor digitorum longus is een skeletspier in de kuit die de vier kleine tenen helpt strekken.  De andere strekker is de korte tenenstrekker (musculus extensor digitorum brevis) die zich aan de bovenzijde van de voet bevindt. De lange tenenstrekker ligt parallel aan de musculus tibialis anterior.